# نصرآباد (بیرجند، شرق)
نصرآباد روستایی در دهستان باقران بخش مرکزی شهرستان بیرجند استان خراسان جنوبی ایران است.

## جمعیت
بر پایه سرشماری عمومی نفوس و مسکن در سال ۱۳۹۵ جمعیت این روستا ۲۲۷ نفر (۷۴خانوار) بوده‌است.